# Mohamed Bouhadou
Mohamed Bouhadou (en arabe : محمد بوحدو) est un judoka algérien né le 18 avril 1967 à El Kseur. 

## Carrière
Mohamed Bouhadou est licencié à la JS Kabylie. Champion d'Algérie 1990, champion maghrébin 1989 et champion arabe 1990, il remporte 3 championnats d'Algérie par équipe avec la JSK.
Mohamed Bouhadou est médaillé de bronze dans la catégorie des moins de 65 kg et médaillé d'or par équipes aux  Championnats d'Afrique de judo 1990 à Alger,. Il est médaillé de bronze des moins de 65 kg aux Championnats d'Afrique de judo 1992 à Port-Louis.
Il entraîne l'équipe nationale algérienne féminine de judo, puis l'équipe nationale qatarie masculine de judo.